# N613 (België)
De N613 is een gewestweg in de Belgische provincie Luik. De weg verbindt de N608 met de N3 ten zuidwesten van Kelmis. De lengte is ongeveer 5 kilometer.
Ten westen van de weg ligt het voormalige Station Montzen met een in gebruik zijnde uitgebreid rangeerterrein. Onder het Viaduct van Moresnet gaat er ook een weg naar het oostelijker gelegen dorpje Moresnet.